# 酢酸発酵
酢酸発酵（さくさんはっこう）とは、発酵の一種。

## 概要
酸化発酵の一種であり、酢酸菌の作用によりエチルアルコールが酸化されて中間生成物のアセトアルデヒドを経て酢酸を生じる変化をさす。一部の微生物は嫌気的に他の物質から酢酸を生じさせるが、こういったアルコール以外のものから酢酸を生成する発酵は普通、酢酸発酵とは呼ばない。古くから主に食酢を作る時に用いられてきたが、その原理が判明したのは1863年にパスツールによって酢酸菌が発見されてからである。なお天然の酢酸菌は酵母類を伴った状態で果実など糖やアルコールに富む食品中に存在する。

## 参考資料
- 岩波生物学事典(岩波書店)[要文献特定詳細情報]
- 松下一信 「好気呼吸による「発酵」を行う酢酸菌」『生物工学』第90巻6号、2012年、340-343ページ